# Diwnoje (Kaliningrad, Nesterow)
Diwnoje (russisch Дивное, deutsch Bahnhof Trakehnen, litauisch Trakėnai) ist ein Ort in der russischen Oblast Kaliningrad. Er gehört zur kommunalen Selbstverwaltungseinheit Stadtkreis Nesterow im Rajon Nesterow.

## Geographische Lage
Diwnoje liegt 13 Kilometer östlich der einstigen Kreisstadt Gussew (Gumbinnen) und elf Kilometer westlich der jetzigen Rajonshauptstadt Nesterow (Stallupönen/Ebenrode). Durch den Ort verläuft die Bahnstrecke Kaliningrad–Tschernyschewskoje, ein Teilstück der einstigen Preußischen Ostbahn, zur Weiterfahrt nach Moskau. Die zugehörige Bahnstation heißt heute Diwnoje Nowoje. An der westlichen Ortsseite verläuft eine Hauptstraße (27K-183), die ein Kilometer nördlich von der russischen Fernstraße A 229 (frühere deutsche Reichsstraße 1, heute auch Europastraße 28) abzweigt und zum Dorf Jasnaja Poljana ((Groß) Trakehnen) und einstigem Hauptgestüt Trakehnen bis weiter in die Rominter Heide (heute russisch: Krasny Les) führt.

## Geschichte
Bei der kleinen Stationssiedlung rund um den heutigen Ostanowotschny punkt – Haltepunkt – Diwnoje Nowoje handelt es sich um eine erst nach 1946 eigenständig gewordene Ortschaft. Vor 1945 war der kleine Ort ein Wohnplatz, der vor 1928 wohl eine Exklave der Gemeinde Grünhaus (heute russisch: Seljonoje) war und zum Kreis Gumbinnen im Regierungsbezirk Gumbinnen der preußischen Provinz Ostpreußen gehörte. Im Jahre 1928 wurde die Exklave Bahnhof Trakehnen (0,27 Hektar) der Gemeinde Puspern (heute russisch: Lomowo) zugeordnet. Trotz der Ortsbezeichnung hat der Bahnhof Trakehnen nie zum Hauptgestüt Trakehnen gehört.
In Kriegsfolge kam die Siedlung Bahnhof Trakehnen 1945 mit dem nördlichen Ostpreußen zur Sowjetunion. Zu einem unklaren Zeitpunkt erhielt der Ort die russische Bezeichnung „Diwnoje“. Der Ort wurde dem Dorfsowjet Tschkalowski selski Sowet im Rajon Nesterow zugeordnet. Von 2008 bis 2018 gehörte Diwnoje zur Landgemeinde Iljuschinskoje selskoje posselenije und seither zum Stadtkreis Nesterow.

## Kirche
Die kleine Zahl der Einwohner der Stationssiedlung Bahnhof Trakehnen war vor 1945 fast ausnahmslos evangelischer Konfession und in das Kirchspiel der Kirche Szirgupönen (der Ort hieß zwischen 1936 und 1938: Schirgupönen, 1938 bis 1946: Amtshagen, russisch: Dalneje, ist nicht mehr existent) eingepfarrt. Dieses gehörte zum Kirchenkreis Gumbinnen in der Kirchenprovinz Ostpreußen der Kirche der Altpreußischen Union. Heute liegt Diwnoje im Einzugsgebiet der in den 1990er Jahren neu entstandenen evangelisch-lutherischen Gemeinde in Jasnaja Poljana (Dorf (Groß) Trakehnen) innerhalb der Propstei Kaliningrad (Königsberg) der Evangelisch-lutherischen Kirche Europäisches Russland.